# Кен Армстронг
Кеннет Армстронг (англ. Kenneth Armstrong; 3 червня 1924, Бредфорд — 13 червня 1984, Нова Зеландія) — англійський і новозеландський футболіст, що грав на позиції півзахисника, зокрема, за клуб «Челсі», а також національні збірні Нової Зеландії і Англії. По завершенні ігрової кар'єри — тренер.
Володар Суперкубка Англії з футболу.

## Клубна кар'єра
У футболі дебютував 1946 року виступами за команду «Челсі», в якій провів одинадцять сезонів, взявши участь у 362 матчах чемпіонату. Більшість часу, проведеного у складі «Челсі», був основним гравцем команди. За цей час виборов титул володаря Суперкубка Англії з футболу.
Згодом з 1957 по 1970 рік грав у складі новозеландських команд «Гісборн Сіті», «Норт-Шор Юнайтед» та «Істерн Сабарбс».
Завершив професійну ігрову кар'єру у клубі «Маунт-Веллінгтон», за команду якого виступав протягом 1970—1971 років.

## Виступи за збірні
1955 року дебютував в офіційних матчах у складі національної збірної Англії. Протягом кар'єри у національній команді провів у її формі 1 матч.
Був присутній в заявці збірної Англії на чемпіонаті світу 1954 року у Швейцарії, але на поле не виходив.
1958 року дебютував в офіційних матчах у складі національної збірної Нової Зеландії. Протягом кар'єри у національній команді провів у її формі 9 матчів, забивши 3 голи.

## Кар'єра тренера
Розпочав тренерську кар'єру, очоливши тренерський штаб клубу «Маунт-Веллінгтон».
Останнім місцем тренерської роботи був клуб Нова Зеландія, головним тренером команди якого Кен Армстронг був з 1958 по 1964 рік.
Помер 13 червня 1984 року на 61-му році життя у Новій Зеландії.

## Титули і досягнення
- Володар Суперкубка Англії (1):

«Челсі»: 1955